# M6 (Bosnien und Herzegowina)
Die M6 (bosnisch/kroatisch Magistralna cesta bzw. serbisch Магистрални пут/Magistralni put) ist eine Magistralstraße in Bosnien und Herzegowina. Sie führt von der kroatischen Grenze bei Grude zur montenegrinischen Grenze bei Trebinje.